# يان غوردون
يان غوردون (بالألمانية: Ian Gordon)‏ هو لاعب هوكي الجليد كندي وألماني، ولد في 15 مايو 1975 في نورث باتلفورد في كندا.

## وصلات خارجية
- يان غوردون على موقع دوري الهوكي الوطني (الإنجليزية)
- يان غوردون على موقع EliteProspects.com (الإنجليزية)
- يان غوردون على موقع Eurohockey.com (الإنجليزية)
- يان غوردون على موقع HockeyDB.com (الإنجليزية)